# 人生百味
人生百味（英語：Do you a Flavor）是一個台灣在地從事貧窮議題倡議的非營利組織，關注群體包括無家者、街賣者、回收者等等，透過發起各種群眾行動計畫，喚起大眾對社會中弱勢者的關注。

## 成立背景
由巫彥德、朱冠蓁、張書懷等人於2014年太陽花學運後組成人生百味，發起「把回收拿給阿公阿嬤」、「石頭湯」等計畫；2015年創立人生百味股份有限公司，並開始「人生柑仔店」街賣計畫。2017年成立人生百味文化建構協會。公司業務包含銷售等商業合作，協會則囊括議題研究、倡議及服務項目。

## 主要計劃

### 人生柑仔店——街賣計劃[2]
2015年開始發起群眾募資計劃，用設計識別與友善販售者的模式，開發翻轉街賣形象的商品，例如友善土地的台灣在地食品、竹牙刷等等。
2016年參與世界設計之都計劃，人生百味推出聶永真聯名設計師款泡泡糖（現已停產），與插畫家cherng合作開發街賣商品，從街頭常見的小販商品玉蘭花發想，推出「馬來貘香氛片」。之後陸陸續續與掰掰啾啾、法鬥哥蹦蹦、小學課本的逆襲、消極男子等插畫家合作開發不同款式的香氛系列商品。
2016、2017年與插畫家小學課本的逆襲合作，於過年期間推出紅包組合，提供街賣者販售。

### 石頭湯計劃
朱冠蓁等人參與太陽花學運時，注意到現場物資與食物過剩，有感於資源分配不均，自主聯絡街友團體將食物送到龍山寺發放。之後在網路上號召募集剩食與人力，開始石頭湯計劃，號召志工募集食材，將市場收集的醜蔬果和剩食製成料理之後，分送給台北車站的無家者們。

### 把回收拿給阿公阿嬤
透過共同建置地圖，記錄不同地點收集回收物的阿公、阿嬤，提供大眾查看並提供回收物給對方，以期幫助到有需要的人。
2018年與FNG世代設計合作回收者友善收購計劃 ，向台灣回收者回收寶特瓶，製成環保材質的保特紗及其製作物，如保特袋等等。

## 出版品

### 《街頭生存指南》
2017年出版《街頭生存指南》，轉換視角以街頭流浪的無家者為導師，記錄前輩們的人生故事，惡趣味的方式盤點在街頭生存的種種技巧與素材，並且延伸議題點出流浪生活背後的掙扎與無奈，反思主流價值對社會每一個人所造成的影響。
《街頭生存指南》於2018年獲得第42屆金鼎獎非文學類圖書獎。2017年獲得第十四屆金蝶獎台灣出版設計大獎榮譽獎。

## 倡議行動
2016年，共同主辦123無家者人權尾牙（由台灣芒草心慈善協會 、人生百味、不要核四，五六運動、陳文成博士紀念基金會 共同主辦）
2017年，策劃無家者標籤展 ，於國立科學教育館展出。從媒體、社會大眾對於無家者的刻板印象出發，設計「流浪大富翁」帶出無家者背後的生活困難與故事；藉由設立互動式展區讓民眾共享無家者身上常見的標籤，用同理打破彼此之間的隔閡高牆。
2017年，芒草心、人生百味與台灣夢想城鄉營造協會 在台北車站共同舉辦無家者人權尾牙音樂會。邀請50-60位藝文界人士，包括導演柯一正、作家小野、星座專家唐立淇等人親手準備尾牙菜餚，現場約提供4000人份餐點，受邀參與街友約600多位。
2018年，舉辦「敬您！為每一個努力之人 — 2018無家者人權尾牙」，在網路上募集菜餚，以游擊餐車的方式在台北車站舉辦為期五天的尾牙。
2019年，延續前一年形式，在台北車站舉辦無家者人權尾牙。

## 相關團體
- 慕哲人社
- 芒草心慈善協會
- 台灣夢想城鄉營造協會
- 南機拌飯
- 向貧窮者學習行動聯盟